# Tuần tám ngày

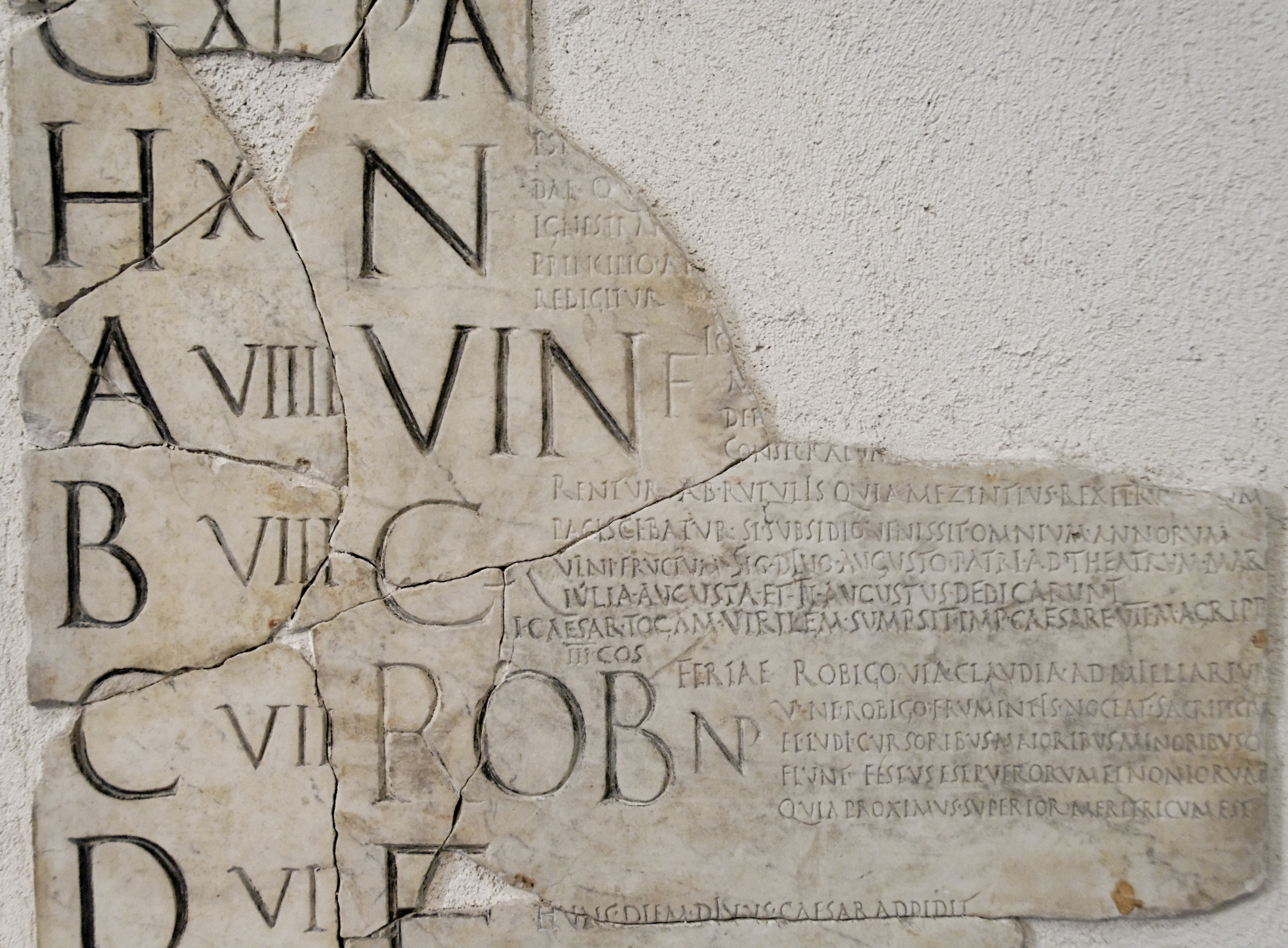
Một mảnh của Fasti Praenestini cho tháng 4 (Aprilis), hiển thị các chữ cái của chu kỳ đầu tiên (một tuần thị trường tám ngày) ở cạnh trái

Một số lịch sử có "tuần" tám ngày.

## Miến Điện
Trong phiên bản Miến Điện của Phật giáo Nguyên thủy, tuần có tám ngày. Thứ tư được chia thành thứ tư thuần (từ nửa đêm đến trưa) và Rahu (từ trưa đến nửa đêm). Mỗi ngày được liên kết với một hướng la bàn, một hành tinh và một động vật vật tổ.

## Nundinum
Người Etrusca cổ đại đã phát triển một tuần thị trường kéo dài tám ngày được gọi là Nundinum vào khoảng thế kỷ thứ 8 hoặc 7 trước Công nguyên. Điều này đã được truyền lại cho người La Mã sớm hơn thế kỷ thứ 6 trước Công nguyên. Khi Rome mở rộng, nó đã tiếp xúc tuần bảy ngày và trong một thời gian đã cố gắng bao gồm cả hai. Sự phổ biến của nhịp điệu bảy ngày đã thắng và tuần lễ tám ngày biến mất.
Chu kỳ bảy ngày, được đặt tên theo mặt trời, mặt trăng và năm hành tinh có thể nhìn thấy bằng mắt thường, đã trở thành thông lệ vào thời Justino Tử đạo, người đã viết về cuộc họp của các Kitô hữu vào Ngày của Mặt trời (Chủ nhật).
Hoàng đế Constantine cuối cùng đã thiết lập tuần lễ bảy ngày theo lịch La Mã vào năm 321 sau Công nguyên.

## Lịch Celtic
Người Celt đã sử dụng các khoảng thời gian tối như đêm và mùa đông để bắt đầu tính toán thời gian. Điều này có nghĩa là khoảng thời gian đầu tiên trong một "tuần" là một đêm, sau đó là một ngày. Hơn nữa, họ cũng tính thời gian đêm kết thúc, làm tăng thời gian với nhiều đêm hơn ngày. Trong tiếng Ailen, thuật ngữ itmad được sử dụng để biểu thị một số ngày nhỏ và chính xác là thời lượng của chín đêm như trong cend nomaide - một khoảng thời gian với chín đêm trong tám ngày. Chín đêm được chia thành một tháng hoàn hảo gồm 27 đêm. Trong tiếng Wales, một từ tương tự wythnos có nghĩa là "một tuần" có nghĩa đen là "tám đêm" kể từ khi nó bắt đầu và kết thúc với một khoảng thời gian đêm bảy ngày. Tương tự, một pythefnos hai tuần có nghĩa là "một đêm mười lăm".